# Rigor
Rigor (lateinisch für „Starrheit“) ist ein medizinischer Ausdruck für Muskelstarre oder („wächserne“) Muskelsteifigkeit. Er bezeichnet eine Erhöhung des Muskeltonus, die durch die zentral gesteuerte gleichzeitige Aktivierung von Muskeln samt ihren Gegenspielern (Agonisten-Antagonisten-Koaktivierung) zustande kommt. Vom Betroffenen wird er als Steifigkeitsgefühl teilweise mit ziehenden Missempfindungen empfunden. Rigor ist derzeit nicht vollständig heilbar.

## Ursache
Muskeln haben eine bestimmte Grundspannung, den Ruhetonus. Dieser wird durch das zentrale Nervensystem reguliert. Dabei spielt sowohl das pyramidale (Informationen über Großhirnrinden-Rückenmark-Bahnen sendende) als auch vor allem das extrapyramidale (auf anderen Wegen das Rückenmark erreichende) System eine Rolle. Beide Systeme beeinflussen sich wechselseitig. Der Rigor entsteht als Funktionsstörung des extrapyramidalen Systems, typischerweise durch Dopaminmangel im Rahmen eines Parkinson-Syndroms.

## Untersuchung
In der neurologischen Untersuchung wird der Rigor beim sitzenden oder liegenden Patienten durch passive Bewegung einzelner Gelenke geprüft (der Patient soll die Muskeln entspannen). Es ist dann eine wächserne Starre als zäher gleichmäßiger Widerstand spürbar. Im Gegensatz zur Spastik ist die Ausprägung des Widerstands nicht von der Geschwindigkeit der passiven Bewegung abhängig. Durch aktive Bewegung der gegenseitigen Extremität nimmt er zu. Teilweise kann es zu rhythmischen Unterbrechungen des Rigors während des Durchbewegens kommen („Zahnradphänomen“). Das Zahnradphänomen ist nicht Teil der Definition des Rigors, sondern nur häufig damit vergesellschaftet.
Als frühes Zeichen eines Rigors wird das verminderte Mitschwingen des Armes beim Gehen angesehen.

## Vorkommen
Rigor tritt typischerweise als eines der vier Hauptsymptome bei Parkinson-Syndromen auf, die meist durch Zelluntergang in umschriebenen Hirngebieten (Substantia nigra), aber z. B. auch als Nebenwirkung von Neuroleptika auftreten können.